# Alpaslan Kartal
Alpaslan Kartal (* 23. Juni 1977 in Sakarya) ist ein türkischer Fußballspieler, der zuletzt für Kasımpaşa Istanbul spielte.

## Karriere

### Vereinskarriere
Alpaslan Kartal begann mit dem Vereinsfußball in der Jugendabteilung von Eskişehirspor. Mit 17 Jahren ermöglichte man ihm neben seiner Tätigkeit in den Jugendmannschaften auch mit den Profis zu trainieren. Er wurde auch in einigen Spielen in den Mannschaftskader aufgenommen. So debütierte er für die Profis am 5. Oktober 1994 im Pokalspiel gegen Boluspor. In der Saison 1995/96 machte er auch drei Ligaspiele in der Süper Lig.
Zur Saison 1996/97 unterschrieb er mit seinem Verein einen Profivertrag, nach dem Vorbereitungscamp für die anstehende Saison wurde er an den Drittligisten Çerkezköy Belediyespor ausgeliehen.
Im Sommer 1997 wechselte er dann zum damaligen Zweitligisten Gaziosmanpaşaspor. Die folgenden Spielzeiten spielte er für diverse Vereine in den unteren türkischen Profiligen.
Für die Spielzeit 2010/11 einigte er sich mit dem Zweitligisten Samsunspor. Mit diesem Verein erreichte er zum Saisonende die Vizemeisterschaft der TFF 1. Lig und damit den direkten Aufstieg in die Süper Lig.
Nachdem sein Vertrag nicht verlängert worden war, blieb er vereinslos und einigte sich am letzten Tag der sommerlichen Transferperiode mit Süper-Lig-Absteiger Kasımpaşa Istanbul. Hier war er ausschließlich für die Reservemannschaft aktiv. Nach dem Ablauf seines Vertrages zum 2012 trennte er sich von diesem Verein.